# Русские в России
Русские в России — русское население России. Русские являются наиболее многочисленным и государствообразующим народом России.
Согласно Указу Президента Российской Федерации от 15 июня 1996 г. №909 «Об утверждении Концепции государственной национальной политики в Российской Федерации», «межнациональные отношения в стране во многом будут определяться национальным самочувствием русского народа, являющегося опорой российской государственности».

## Перепись 2002 года
По данным переписи населения 2002 года, в России проживало 115,9 млн русских, что составляло 79,8 % населения России. Русские составляли более 50 % населения в 74 из 89 субъектов Российской Федерации. Доля мужчин среди русских в России — 46 %, женщин — 53 %. Доля городского населения — 77 %, сельского — 23 %. 99,8 % русских владеют русским языком.
Численность русских в возрасте 15 и более лет составляла 97,4 млн человек, из которых имели:
- послевузовское профессиональное образование — 0,3 %
- высшее профессиональное образование — 16,3 %
- неполное высшее профессиональное образование — 3,2 %
- среднее профессиональное образование — 28,2 %
- начальное профессиональное образование — 12,7 %
- среднее общее образование — 16,9 %
- основное общее образование — 13,7 %
- начальное общее образование — 7,6 %
- не имевшие начального общего образования — 0,8 % (из них неграмотные — 0,4 %)

## Расселение русских по территории Российской Федерации

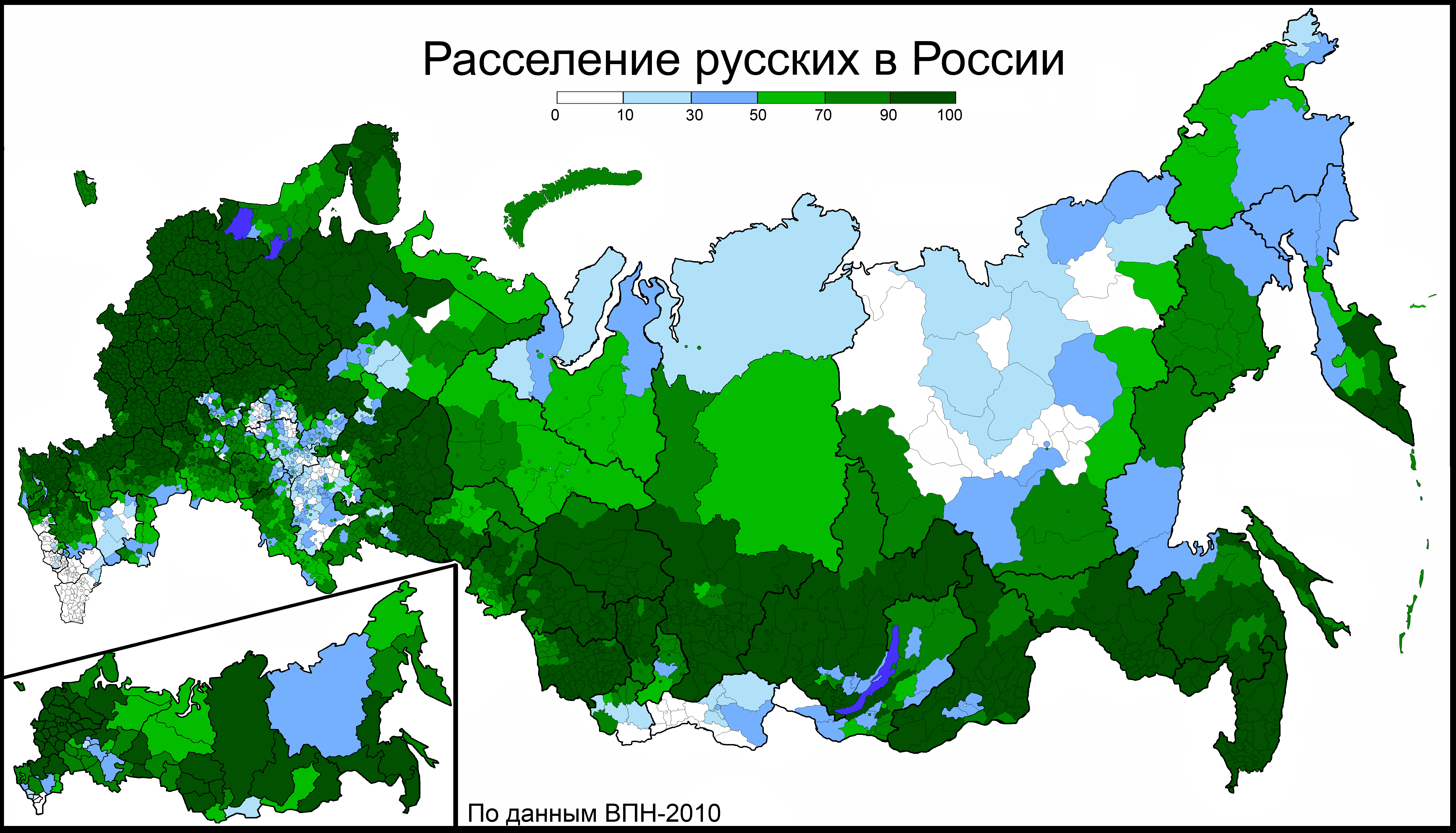
Расселение русских в России по муниципальным образованиям в %, перепись 2010 г.

Процент русских по регионам РФ в 2010 году.
>80%
70—79%
50—69%
20—49%
<20%

Значительная часть русских живёт в центральной части, на юге и северо-западе России, на Урале. По данным Всероссийской переписи населения 2010 года, среди субъектов Российской Федерации наибольший процент русского населения отмечен в Брянской области (94,7 %). Доля русских превышает 90 % в 30 субъектах Федерации — главным образом это области Центрального и Северо-Западного федеральных округов, а также юг Сибири. Наименьшее число русских — в Дагестане (3,6%), Чечне (1,93%) и Ингушетии (0,78%) 